# Orgue de la Parròquia de Sant Cosme i Sant Damià (Pina)
L’orgue de la Parròquia de Sant Cosme i Sant Damià, situat a la localitat de Pina, al municipi d’Algaida (Mallorca), és un instrument històric construït al segle XIX per Mestre Julià Munar. Actualment es troba en estat d’abandó.

## Història
El 5 de juliol de 1871, el vicari Mn. Bernat Bauzà sol·licità permís al Bisbat per construir un orgue a l’església de Pina, justificant-ho així:
"Viendo que una de las cosas que más se necesitan en una iglesia para hacer las funciones más lúcidas y solemnes es un órgano y no teniéndolo en ésta de Pina, me he determinado a hacer uno [...]"
Davant la insuficiència de les almoines recollides, el 3 de març de 1875 el mateix vicari demanà permís per vendre una custòdia antiga de l’església d’“Ariayñ” (sic) i destinar-ne el producte a la construcció de l’orgue. L’instrument fou construït en diverses etapes per Mestre Julià Munar, tal com es dedueix d’una carta datada del 15 de gener de 1880, en què el vicari escrivia:
"...me he determinado emprender la conclusión del órgano cuyo instrumento empecé en 1873..."
El Bisbat autoritzà la continuació de les obres amb la condició que es contractassin per parts, segons la resposta a la carta el 21 de gener de 1880.

## Situació i estat actual
L’orgue està ubicat a mitja alçada, a la paret posterior del cor, amb la consola situada a la part inferior, de cara a l’altar major. L’instrument es troba en estat d’absolut abandó des que Mn. Melcior Massot, procedent de la possessió de Son Perot, adquirí un harmònium per a l’església de Pina.

## Descripció de la consola
La consola consta de dos teclats reversibles de 54 notes (C-f''') i un pedal de 12 botons amb acoblament permanent al teclat superior.

### Disposició dels registres
| Nom del registre | Altura |
| ---------------- | ------ |
| Flautat          | 8'     |
| Octava           | 4'     |
| Superoctava      | 2'     |
| Ple              | -      |
| Corneta          | -      |
| Trompa Real      | 8'     |
| Clarí            | 4'     |
| Octaví           | 2'     |